# Schokalski-Insel (Karasee)
Die Schokalski-Insel (russisch Остров Шокальского, Ostrow Schokalskowo) ist eine russische Insel in der südlichen Karasee. Administrativ gehört sie zum Autonomen Kreis der Jamal-Nenzen in der Oblast Tjumen. Die Insel ist benannt nach Juli Michailowitsch Schokalski, einem russischen Ozeanografen und Kartografen sowie Präsidenten der Russischen Geografischen Gesellschaft.

## Geographie
Die Schokalski-Insel liegt am östlichen Ende des Obbusens, als unmittelbare Fortsetzung des nordwestlichen Teils der Gydan-Halbinsel. Von dieser ist sie durch die nur wenige Kilometer breite und von zahlreichen kleinen Inseln durchsetzte Gydanski-Straße (Гыданский пролив) getrennt. Da diese jedoch fast ganzjährig vereist ist, ist die Insel faktisch mit dem  Festland verbunden. Die Schokalski-Insel ist knapp 30 km lang, bis zu 20 km breit und weist eine Fläche von 426,4 km² auf. Die von Tundra geprägte Insel ist überwiegend flach und erreicht eine Höhe von nur 27 m über dem Meer. Die Insel ist Bestandteil des 1996 eingerichteten Sapowedniks Gydan, eines der größeren Naturschutzgebiete Russlands.